# Gut Warnberg

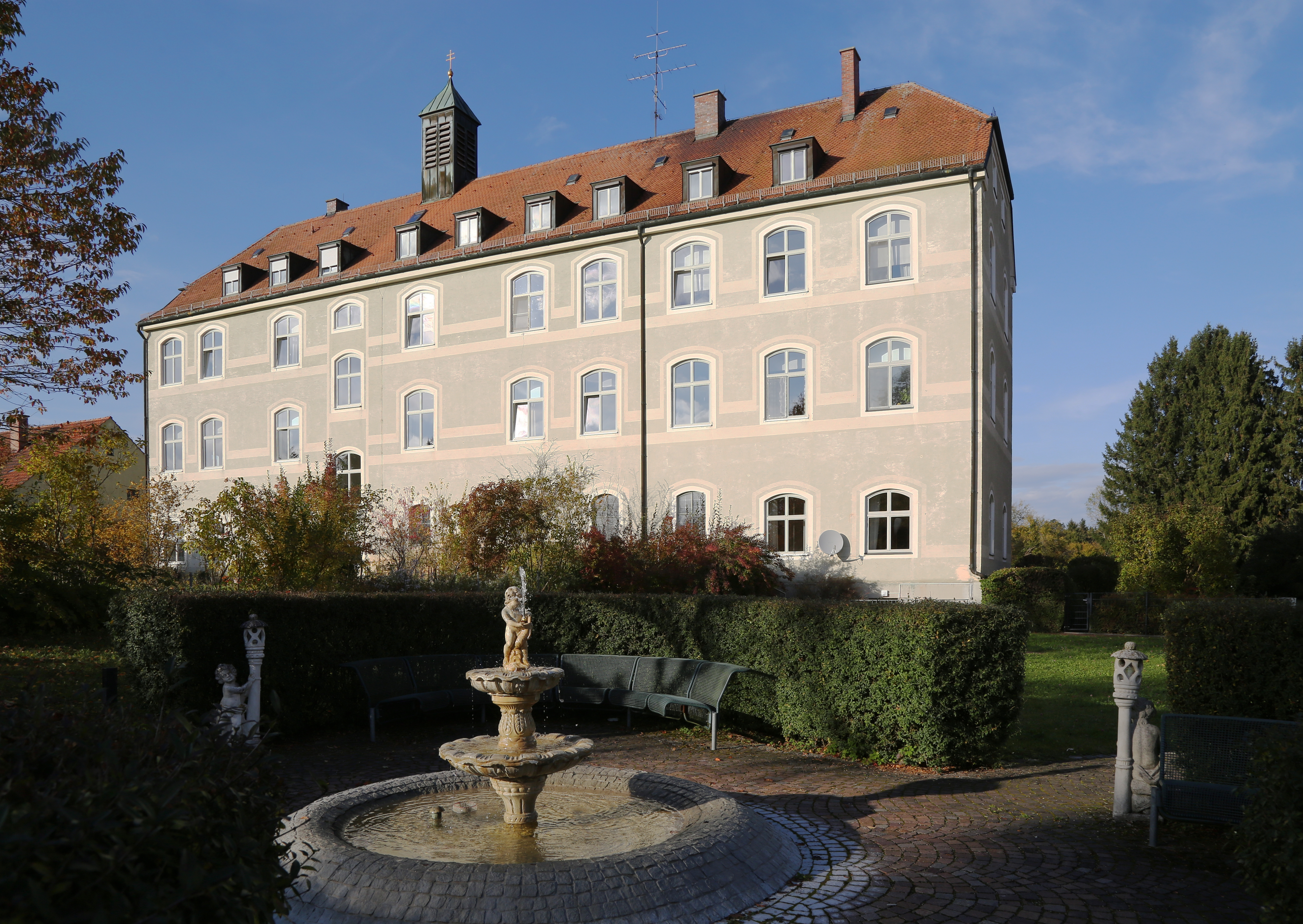
Herrenhaus von Gut Warnberg

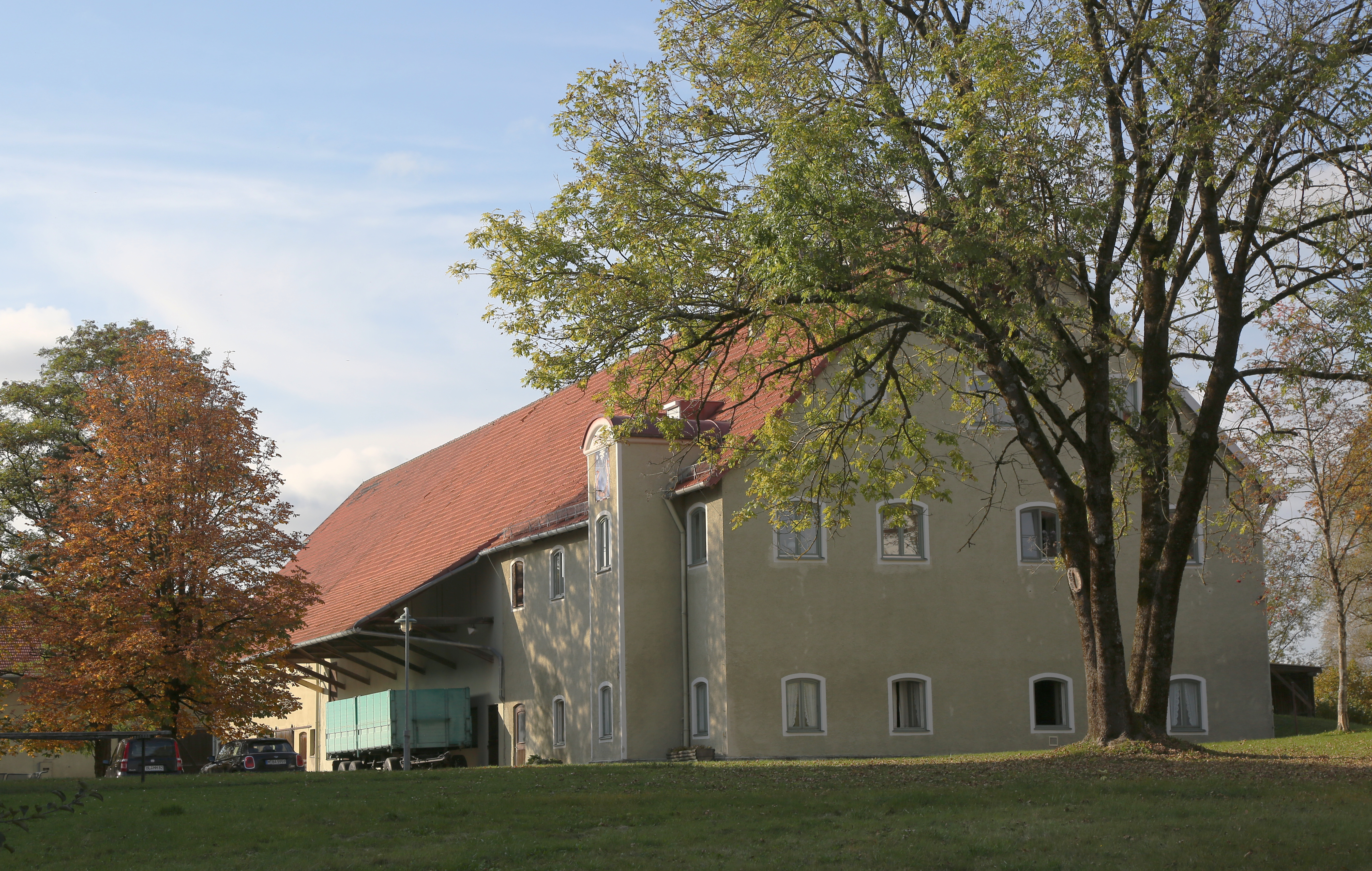
Verwalterhaus von Gut Warnberg

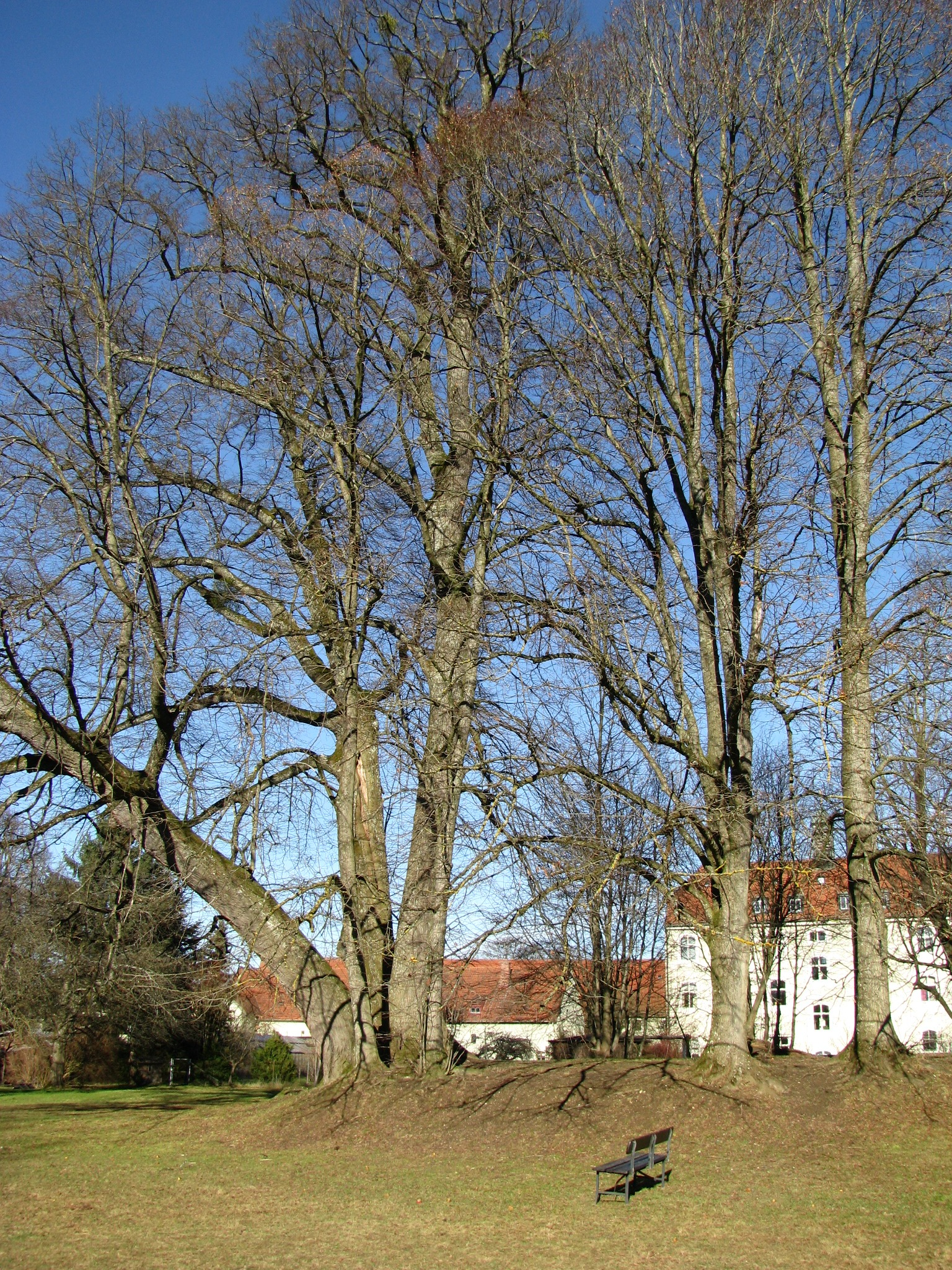
Burgstall auf dem Warnberg

Gut Warnberg ist ein ehemaliger Gutshof in München-Solln, in dem heute das Kloster Marienanstalt Warnberg, eine private Realschule sowie ein Reitstall untergebracht sind. Auf dem Gelände befinden sich Reste eines mittelalterlichen Turmhügels, der mit 580,50 m ü. NHN der höchste Punkt Münchens ist. Das Grundstück stellt zugleich den südlichsten bebauten Punkt der Stadt dar. Die Anlage ist unter der Aktennummer D-1-62-000-7338 als denkmalgeschütztes Baudenkmal von München verzeichnet. Ebenso wird sie als Bodendenkmal unter der Aktennummer D-1-7935-0305 im Bayernatlas als „untertägige mittelalterliche und frühneuzeitliche Befunde im Bereich von Burgstall, Schloss und späterem Klostergut Warnberg und seiner Vorgängerbauten“ geführt.
Der Gutshof liegt auf der Kuppe einer Anhöhe, des Warnbergs, und bildet auch den wesentlichen Teil des Sollner Ortsteils Warnberg. Der Gutshof ist sowohl als Baudenkmal als auch als Bodendenkmal in die Bayerische Denkmalliste eingetragen.

## Geschichte

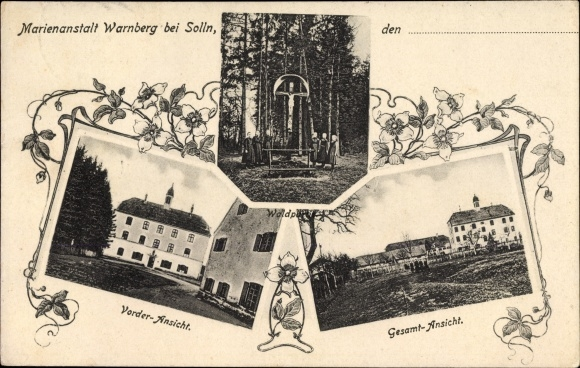
Postkarte von Gut Warnberg, vor 1917

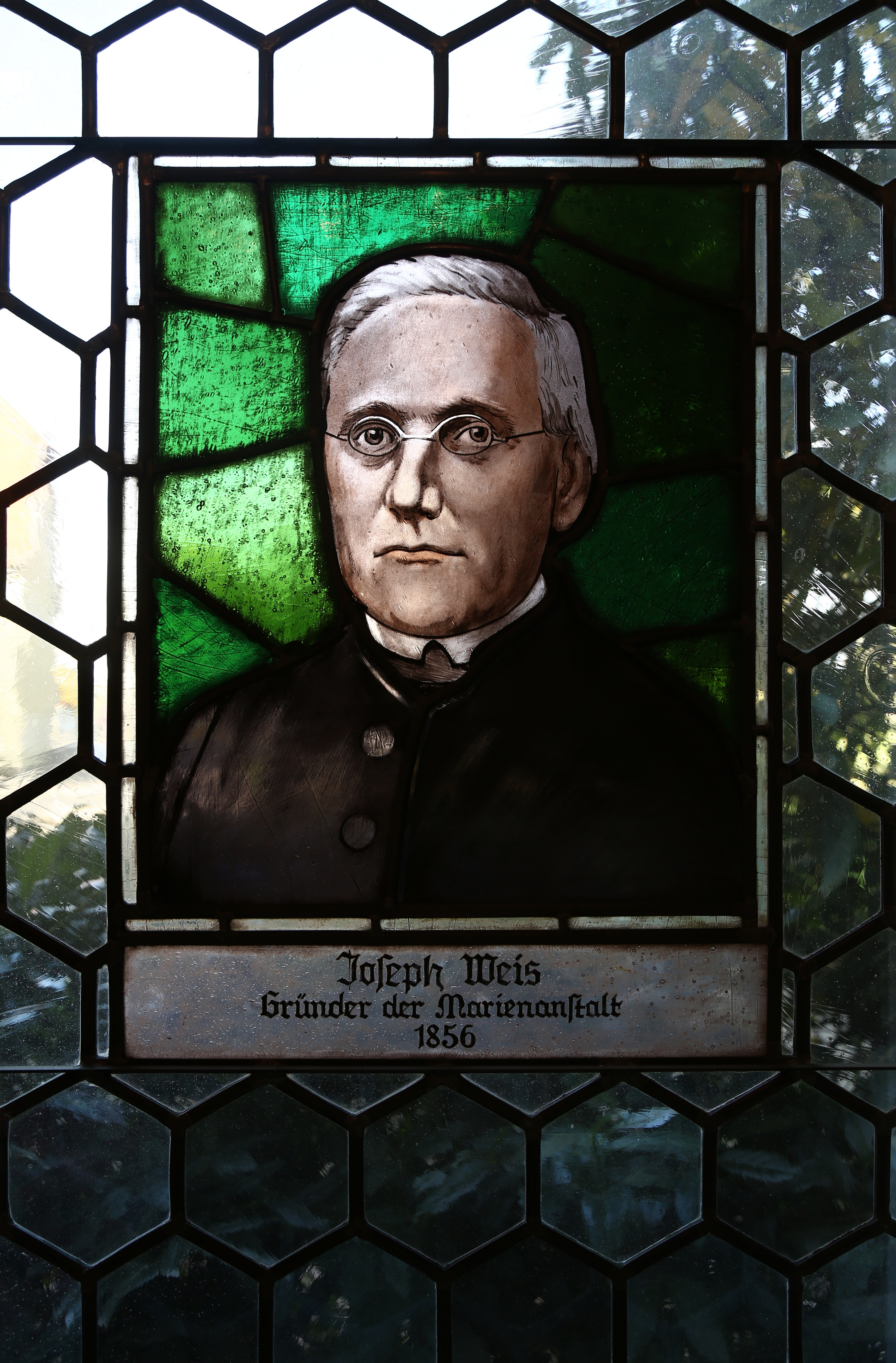
Pfarrer Joseph Weis auf einer Glasmalerei der Mayer’schen Hofkunstanstalt im Gutshaus

An der Stelle des späteren Gutshofs stand vermutlich bereits im frühen 12. Jahrhundert eine kleine Turmhügelburg. Wann die Burg abgegangen ist, ist nicht überliefert.
1269 ist im herzoglichen Urbar ein Schwaighof in Warnberg verzeichnet. Dieser Schwaighof wurde 1308 zu einem lastenfreier Edelsitz (Sedelhof).
1594 überließ Herzog Wilhelm V. den Schwaighof den Jesuiten. Damals stand auf dem Hof ein zweigeschossiges Herrenhaus. Die Jesuiten bezogen vom Warnberg einerseits landwirtschaftliche Produkte zur Eigenversorgung und nutzten die Erträge des Verkaufs von Lebensmitteln. Andererseits war Warnberg für sie ein Ort für den Aufenthalt im Sommer, wenn die Stadt drückend heiß und voll von Gestank war. Hier wohnte und schrieb auch der Jesuit und Dichter Jacob Balde während seines Aufenthalts in München. Zerstörungen im Dreißigjährigen Krieg durch die Schweden wurden zunächst nur notdürftig ausgebessert. 1667 wurde das Herrenhaus neu errichtet und die Ignatius-Kapelle im Stil der späten Renaissance mit einer flachen Gewölbedecke eingerichtet.
Nach der Aufhebung des Jesuitenordens 1773 kam das Gut in die Hände der Familie des Grafen Zech auf Neuhofen, der es seiner Frau überließ, sie verkaufte es an die Gräfin Chamisso, von der 1790 Walburga Eleonore von Warnberg das Gut zusammen mit weiterem Besitz in Königswiesen und Solln erhielt. Walburga von Warnberg war eine zunächst illegitime Tochter des Kurfürsten Karl Theodor mit einer Freiin aus der Familie Schenk von Castell. Karl Theodor legitimierte seine Tochter später und sorgte dafür, dass ihre Mutter in die Chamisso-Familie einheiraten konnte. Walburga wurde von Karl Theodor in den Adels- und 1792 in den Grafenstand erhoben, und erhielt dabei den Namen von Warnberg sie starb aber schon 1797. Die Güter gingen beim frühen Tod der Walburga an ihre Mutter und wurden von Familie Zech zurückgekauft. Durch Heirat und Erbfolge wurde die Familie Yrsch im 19. Jahrhundert zu Eigentümern. 1864 kaufte eine bürgerliche Familie Barth das Gut.
Seit 1888 wurde das Herrenhaus als Mädchenschule der Münchner Marienanstalt und der zugehörigen Schwesternschaft Maria vom Trost mit Hauptsitz an der Dachauer Straße genutzt. Der Pfarrer Josef Weis aus Waldeck war 1853 nach München gekommen und hatte 1856 einen örtlichen Ableger der Erzbruderschaft Maria vom Trost gegründet. Ziel war es, die soziale Situation der Dienstboten in der Stadt zu verbessern. Zunächst sollte eine Alterseinrichtung geschaffen werden; für Dienstpersonal, das nicht mehr arbeitsfähig war. Der Zweck erweiterte sich um eine Stellenvermittlung und eine Ausbildungseinrichtung. 1882 gründete Joseph Weis die Schwesternschaft Maria vom Trost zur Betreuung seiner Dienstboteneinrichtungen als Dritten Orden der Augustinerinnen mit einfachen Gelübden. 1886 kaufte er das herabgewirtschaftete Gut Warnberg mit 200 Tagwerk zum Preis von 170.000 Mark. Dort wollte er selbst Lebensmittel für seine Einrichtungen produzieren lassen und seine Schule für Hauswirtschaft erweitern, um Mädchen vom Land aufnehmen zu können. Er wollte auch eine landwirtschaftliche Ausbildung anbieten. Und nicht zuletzt wollte er die Ignatius-Kapelle im Haupthaus erhalten, die ansonsten verfallen wäre.
1927 wurde das Herrenhaus nach Osten erweitert. Im Zweiten Weltkrieg wurde das Gebäude beschädigt, nach dem Krieg wurde das Türmchen auf dem Dach vereinfacht ohne barocke Zwiebelturm-Haube wieder aufgebaut. 1976 wurde für die Schule ein eigenes Gebäude errichtet, das heute von der privaten Realschule Warnberg genutzt wird. Die Berufsfachschule für Hauswirtschaft und Kinderpflege Kloster Warnberg blieb bis 1987 in der Trägerschaft der „Schwesternschaft Maria vom Trost“, dann ging sie auf den Caritasverbandes der Erzdiözese München und Freising über. Im folgenden Jahr zog sie nach München um. 2019 lebten noch zwei Schwestern im Haupthaus des Gutes.
Das Schulgebäude wurde bis 2012 von der privaten Hans-Hofer-Realschule im Schulverbund St. Anna der Katholischen Integrierten Gemeinde getragen. Seit 2012 hat darin die private Realschule Gut Warnberg ihren Sitz.

## Gelände
Das Gelände des Gutshofs hat eine Fläche von etwa 6 ha und ist von einem niedrigen Holzzaun umgeben. Drei Wirtschaftsgebäude sind auf drei Seiten eines rechteckigen Hofs angeordnet. Östlich des Südflügels liegt das Herrenhaus. Weitere Gebäude liegen nördlich des Dreiseithofs. Hier ist auch eine Tierarztpraxis mit Reitstall und Pferdepension untergebracht.
Östlich des Herrenhauses liegt ein 1964 errichtetes Schulgebäude. Südlich des Herrenhauses liegt der Klostergarten mit einer „Balde-Laube“ genannten Gartenlaube, westlich davon eine Gärtnerei mit Gewächshaus. Weiter nach Süden folgen der Burgstall der ehemaligen Turmhügelburg und an der Südgrenze des Geländes der Friedhof der Klosterschwestern. Das Grundstück ist von landwirtschaftlich genutzter Fläche umgeben, westlich des Guts liegt der Warnberger Weiher.

## Bauten

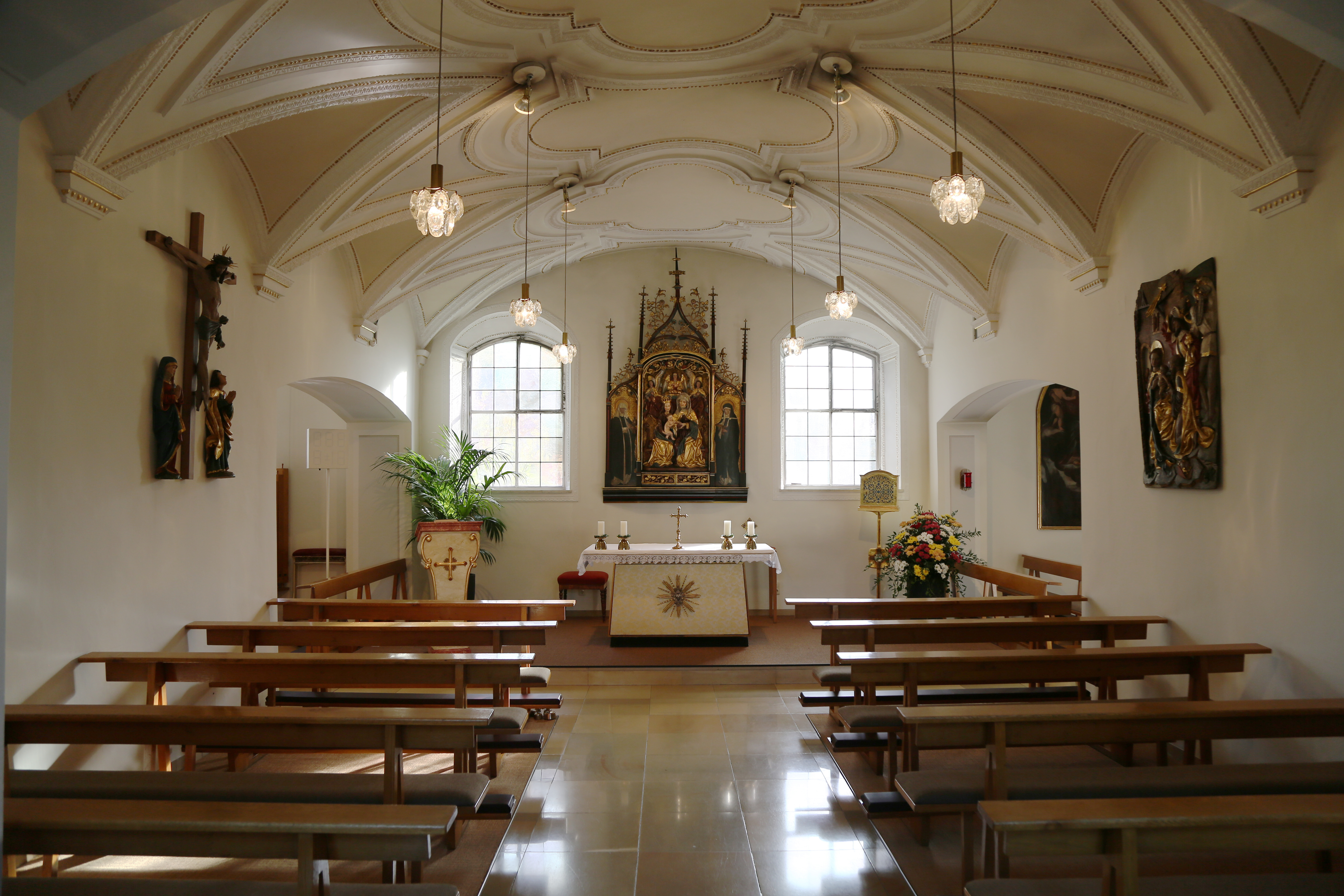
Ignatius-Kapelle

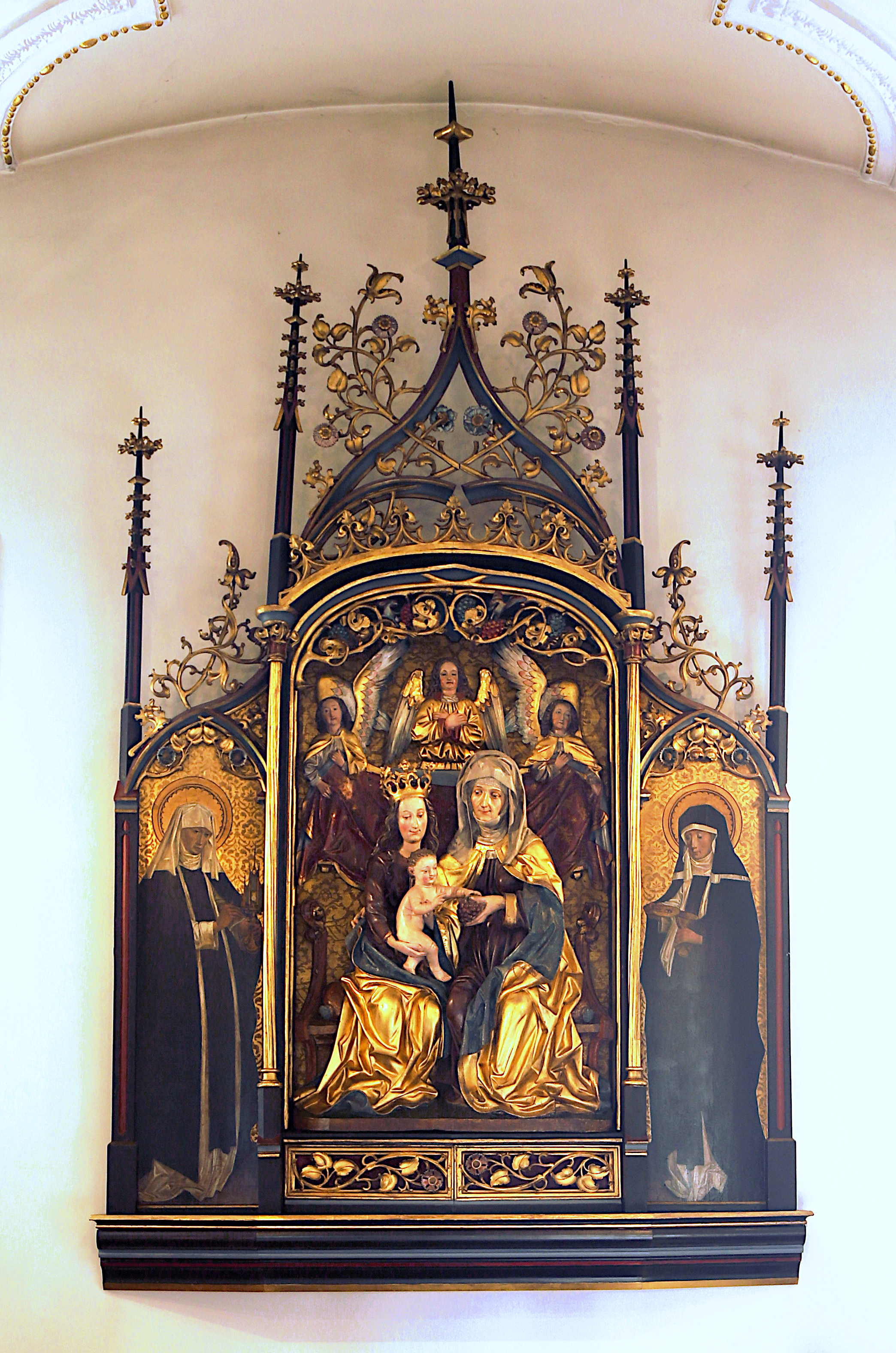
Anna Selbdritt von Erasmus Grasser

### Herrenhaus
Das denkmalgeschützte Herrenhaus, auch Schloss genannt, ist ein dreigeschossiger Bau mit Schopfwalmdach. Sein Kern stammt von 1667, das heutige Erscheinungsbild geht auf das Jahr 1886 zurück. 1927/28 wurde das ehemals symmetrische Gebäude nach Osten erweitert.
Im Herrenhaus liegt die Ignatiuskapelle, die den Jesuiten als Hauskapelle diente. Der Saal ist im späten Renaissance-Stil errichtet und weist eine flache Gewölbedecke auf. Sie ist als Tonnengewölbe ausgeführt und mit Stuckaturen von Blütenmotiven und Perlschnüren ausgestattet. Anfang des 20. Jahrhunderts wurden zwei Nischen im vorderen Bereich der Kapelle hinzugefügt.
Der Altar besteht aus einem farbig gefassten Holzbildwerk der Anna Selbdritt von Erasmus Grasser nach 1480 in einer neugotischen Fassung. Zu der Gruppe von Erasmus Grasser um 1490 gehören auch die beiden kleinen Engel mit steil aufragenden Flügeln. Der Schrein stammt aus der zweiten Hälfte des 19. Jahrhunderts und zeigt einen geschnitzten Aufbau mit filigranem Maßwerk und üppig rankenden Rosen. Auch der mittlere Engel wurde erst mit dem Schrein zur Figurengruppe hinzugefügt. Die beiden seitlichen Bildtafeln zeigen eine Odilia rechts und eine Klara von Montefalco links. Der oder die Künstler des Schreins sind unbekannt.
In der Kapelle hängen drei gotische Reliefs. Sie gehörten ursprünglich zu einem Flügelaltar (1485–1490) und dürften mit dem Annenaltar aus der Stiftskirche St. Sebastian (Ebersberg) des ehemaligen Benediktinerkonvents in Ebersberg, das 1595 von Herzog Wilhelm V. dem Jesuitenorden übergeben wurde, nach Warnberg gelangt sein. Die drei Werke zeigen die Anbetung der Heiligen Drei Könige, den Tod Mariens und die Nacht Christi auf dem Ölberg. Für die ersteren Holzschnitzwerke kommen Erasmus Grasser und seine Werkstatt als Urheber in Betracht; das Ölbergrelief wird Wolfgang Leb zugeschrieben.

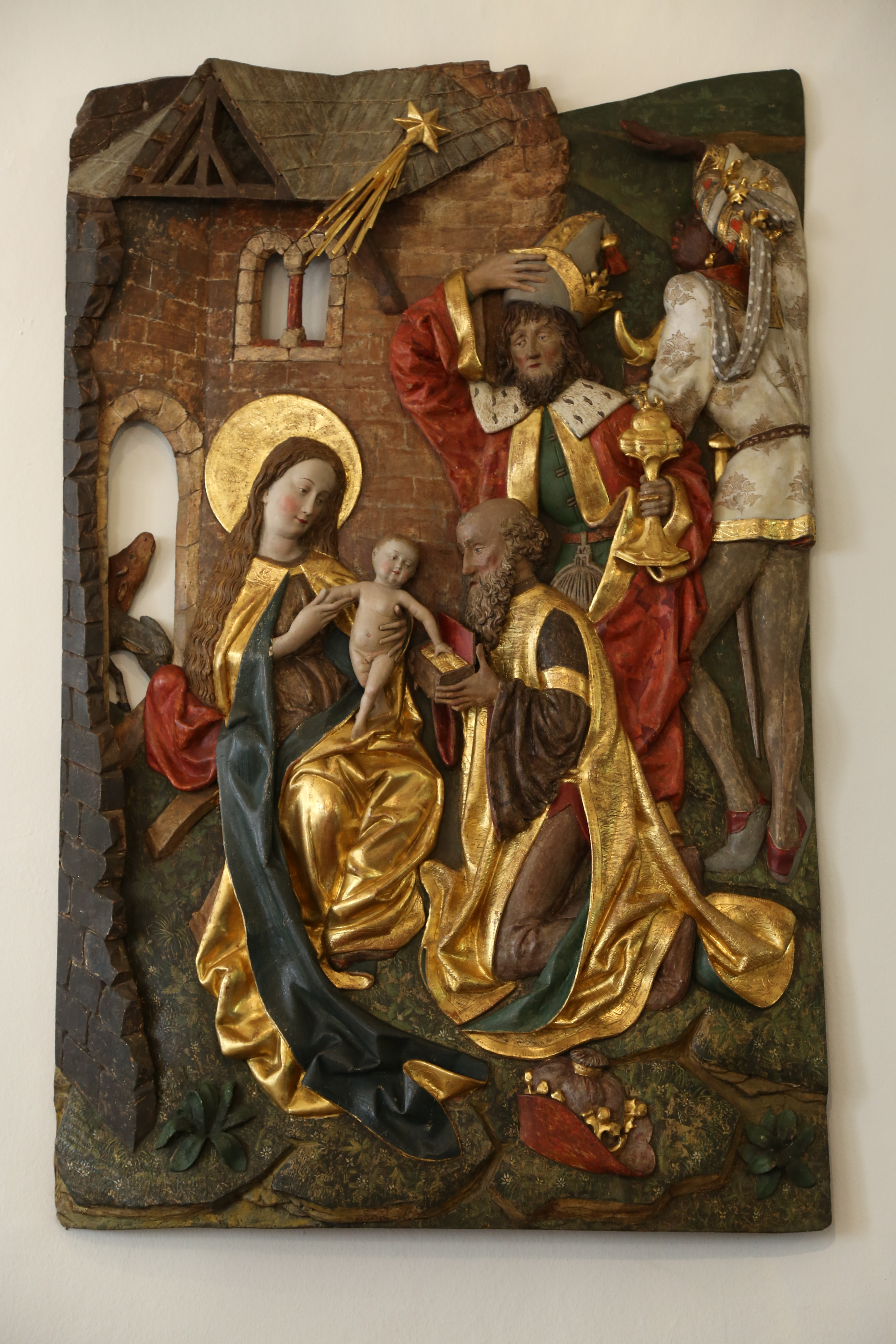
Anbetung der Heiligen Drei Könige
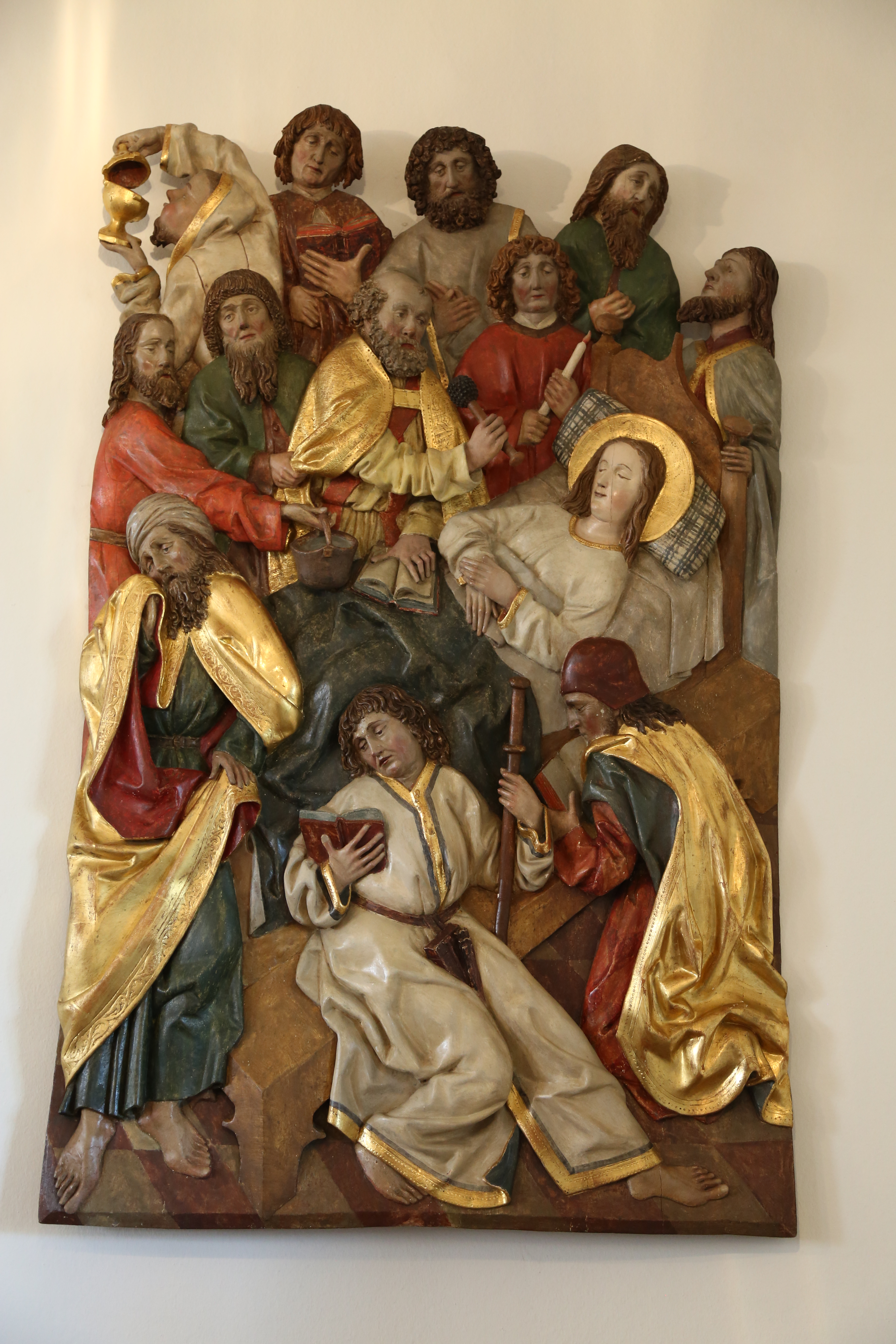
Tod Mariens
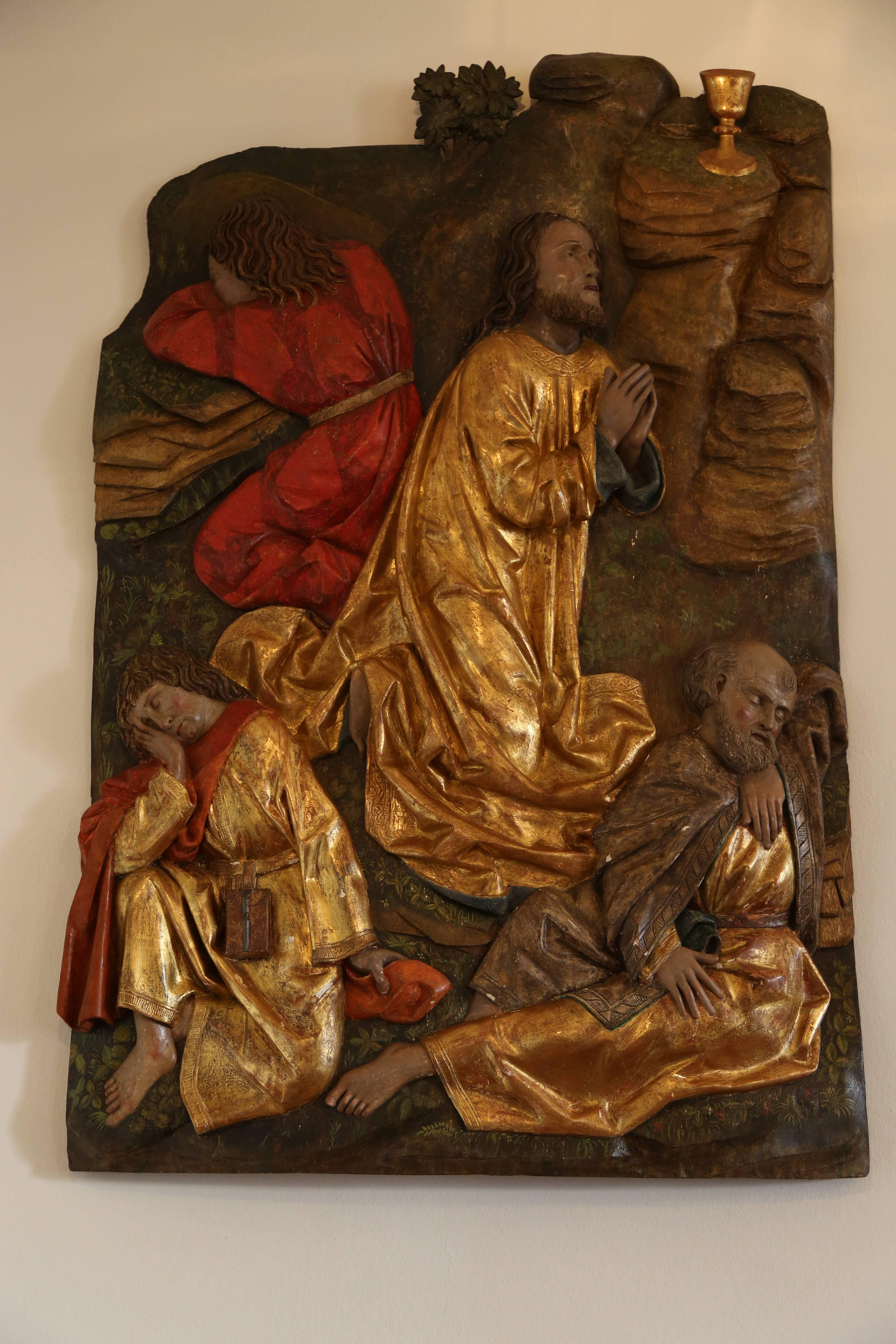
Nacht Christi am Ölberg

Über der Tür hängt eine Reliefgruppe des Rokokos aus der Schule von Johann Baptist Straub. Im Zentrum hängt eine Maria mit dem Kinde umgeben von einem Evangelisten Johannes mit dem Adler links und einem Evangelisten Lukas mit dem Stier. Sie stammen wohl von einer Kanzel.

### Verwalterhaus
Auch das nördlich des Hauptgebäudes liegende Verwalterhaus, ein zweigeschossiger Schopfwalmdachbau mit Standerker, steht unter Denkmalschutz. Es bildet den nordöstlichsten Teil eines nach Osten geöffneten Dreiseithof aus Wirtschaftsgebäuden, in denen heute unter anderem der Reitstall untergebracht ist.

### Schulgebäude

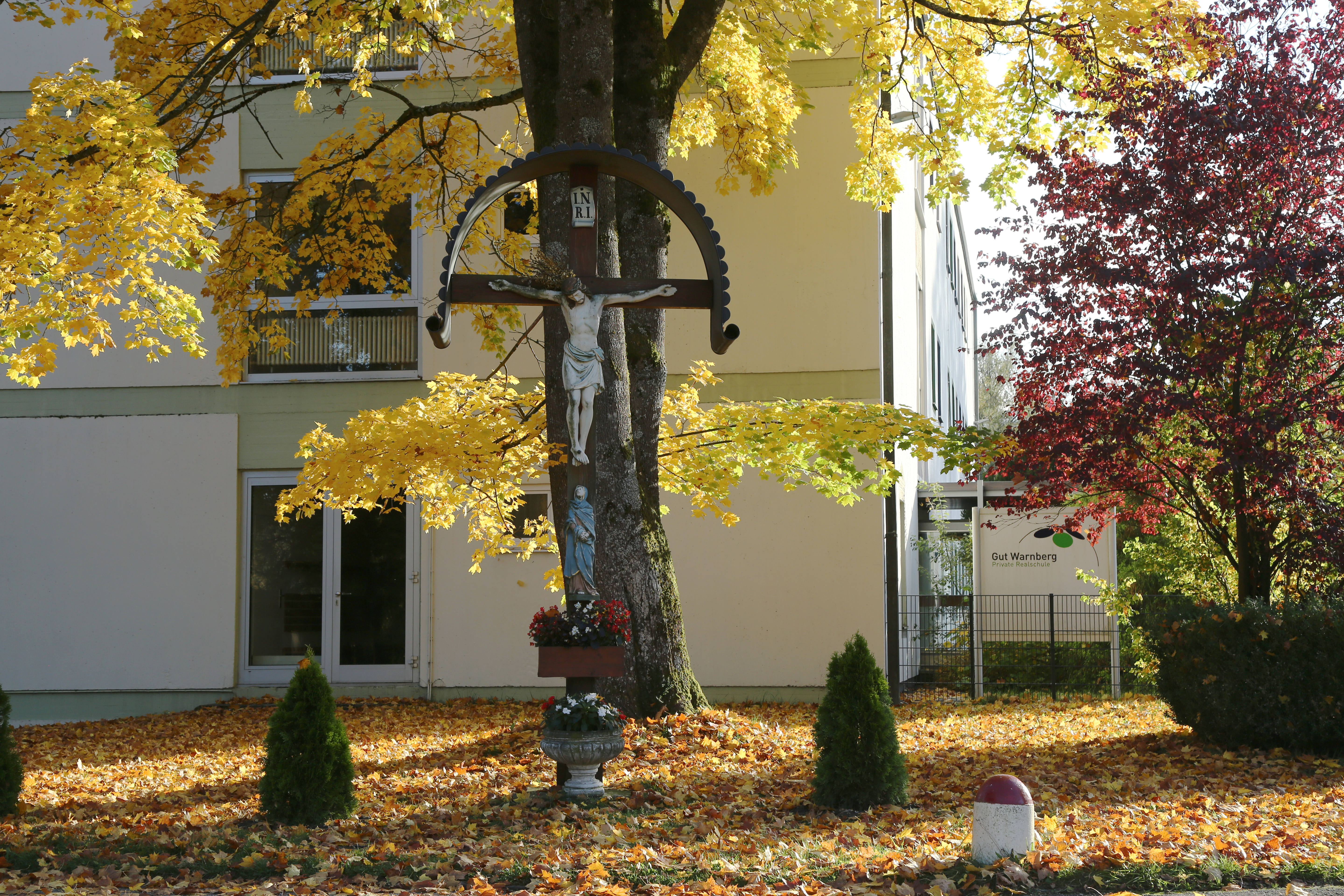
Standkreuz vor dem Schulgebäude

Das östlich des Herrenhauses gelegene Schulgebäude erstreckt sich in Nord-Süd-Richtung über einer Grundfläche von etwa 16 m * 40 m. Es ist ein dreigeschossiger Bau mit einem flachen Satteldach. Das Gebäude ist Sitz der Privaten Realschule Gut Warnberg, die (Stand 2022/23) 115 Schüler hat.

## Burgstall

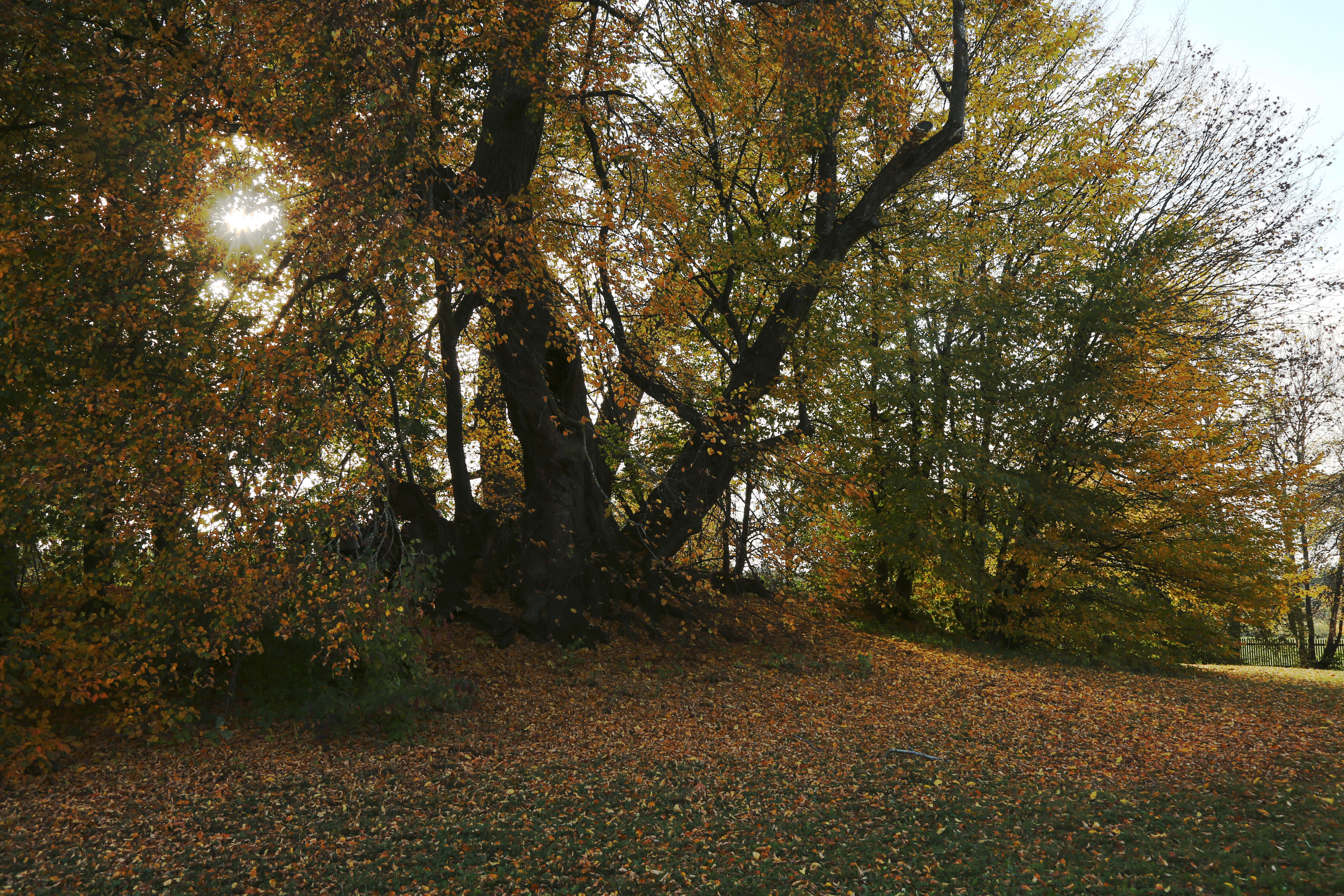
Burghügel

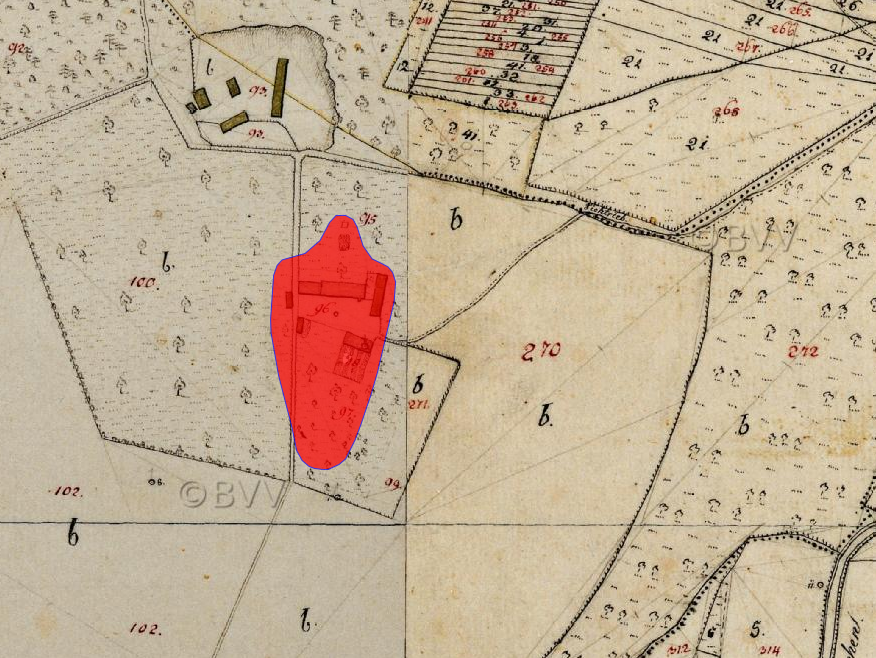
Lageplan von Burgstall Warnberg auf dem Urkataster von Bayern

Etwa 100 m südlich des Hauptgebäudes liegt der Burgstall der mittelalterlichen Turmhügelburg (Motte). Verblieben ist ein flacher Turmhügel mit einem Durchmesser von 18 Meter. Der Hügelrest wird zur Erinnerung an den Aufenthalt des Jesuiten und Dichters Jacob Baldes auf dem Warnberg auch Balde-Höhe genannt. Er hat eine relativ ebene Oberfläche und ist an seinem Rand mit alten Buchen bewachsen. Auf einem Foto von 1912 lassen sich noch Grabenreste erahnen. Auf dem Hügelstumpf liegt mit 580,50 m ü. NHN der höchste Punkt Münchens.

## Friedhof der Schwesternschaft

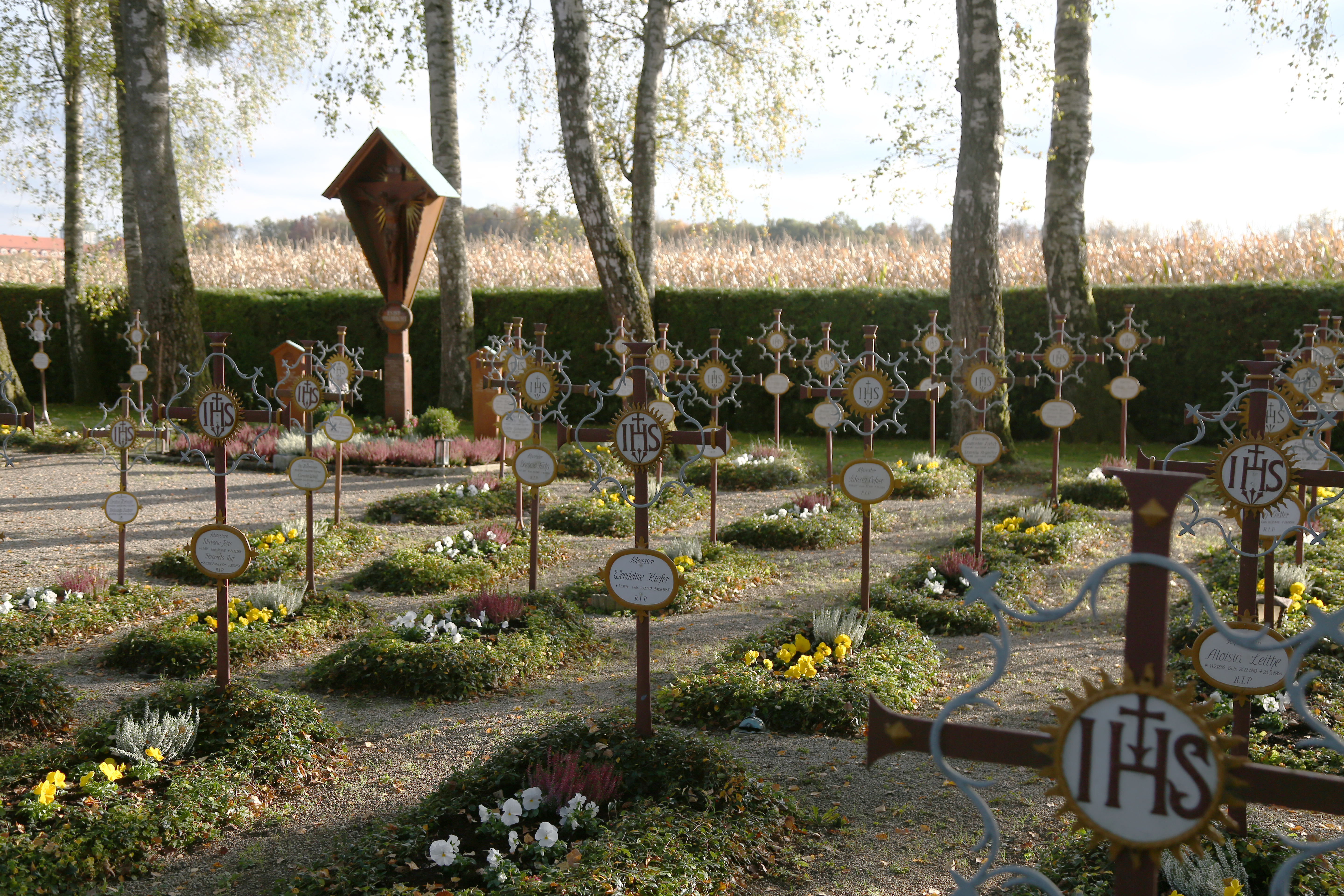
Friedhof der Schwesternschaft

Im Süden des Geländes liegt der kleine Friedhof der Schwesternschaft Maria vom Trost. Er wurde 1931 eingerichtet und hat 50 Grabanlagen.